# Айра (Нью-Йорк)
Айра (англ. Ira) — місто (англ. town) в США, в окрузі Каюга штату Нью-Йорк. Населення — 2142 особи (2020).

## Географія
За даними Бюро перепису населення США, загальна площа міста становила 34,9 квадратних миль (90,4 км 2), з яких 34,8 квадратних миль (90,1 км 2) — суша та 0,12 квадратних миль (0,3 км 2), або 0,30 %. це вода. По місту розкидано багато друмлінів, реліктів льодовикового періоду.
Північна межа міста та частина східної межі міста є кордоном округу Освего, а залишок східної лінії міста є кордоном округу Онондага.
Шлях штату Нью-Йорк 34 і маршрут штату Нью-Йорк 176 — це шосе з півночі на південь в Ірі. Шлях штату Нью-Йорк 370 — це шосе зі сходу на захід уздовж південної лінії міста.

## Демографія
Згідно з переписом 2010 року, у місті мешкало 2206 осіб у 818 домогосподарствах у складі 598 родин. Було 869 помешкань
Расовий склад населення:
| - 96,5 % — білих - 0,5 % — корінних американців - 0,5 % — чорних або афроамериканців - 0,1 % — азіатів |

До двох чи більше рас належало 2,2 %. Частка іспаномовних становила 0,9 % від усіх жителів.
За віковим діапазоном населення розподілялося таким чином: 25,0 % — особи молодші 18 років, 64,3 % — особи у віці 18—64 років, 10,7 % — особи у віці 65 років та старші. Медіана віку мешканця становила 41,0 року. На 100 осіб жіночої статі у місті припадало 103,1 чоловіків;  на 100 жінок у віці від 18 років та старших — 103,2 чоловіків також старших 18 років.
Середній дохід на одне домашнє господарство  становив 75 051 долар США (медіана — 57 422), а середній дохід на одну сім'ю — 77 463 долари (медіана — 62 250). Медіана доходів становила 50 302 долари для чоловіків та 38 346 доларів для жінок. За межею бідності перебувало 6,3 % осіб, у тому числі 1,7 % дітей у віці до 18 років та 7,4 % осіб у віці 65 років та старших.
Цивільне працевлаштоване населення становило 1207 осіб. Основні галузі зайнятості: освіта, охорона здоров'я та соціальна допомога — 21,7 %, виробництво — 13,3 %, роздрібна торгівля — 11,5 %, транспорт — 9,9 %.